# Президентские выборы в Аргентине (1898)
Десятые в истории Аргентины президентские выборы состоялись 10 апреля 1898 года. Новым президентом Аргентины был избран экс-президент (1880—1886) Хулио Архентино Рока, лидер Национальной автономистской партии (PAN), которая управляла страной непрерывно с 1876 по 1916 года. Второе президентство Рока было частью так называемой «консервативной» или «олигархической республики» с фактически однопартийным режимом. Вице-президентом стал автономист Норберто Кирно Коста, журналист, юрист и дипломат, экс-министр иностранных дел.

## Выборы
Добившись отставки стареющего и непопулярного Луиса Саэнса Пенья в пользу вице-президента Хосе Эваристо Урибуру (который пользовался поддержкой как Рока, так и Митре), Хулио А. Рока в 1898 году решил во второй раз выдвинуться в президенты. Тем временем, одна из двух основных оппозиционных партий, Гражданский радикальный союз (UCR), потерявший своего основателя Леандро Н. Алема, совершившим самоубийство в 1896 году, разделился между теми, кто поддержал стремление сенатора Бернардо де Иригойен сформировать коалиции с более консервативными партиями, и теми, кто поддержал нового лидера партии Иполито Иригойена (который бойкотировал эту и будущие предвыборные кампании» — установив то, что позже стало известная как политика UCR «ломать, прежде чем сгибаться»). Общественные дебаты разгорелись накануне выборов в конституционное собрание 30 января 1898 года, которое должно было увеличить число конгрессменов и членов кабинета министров, а также перед выборами 10 апреля.
Выборы проводились в рамках режима «открытого голосования» и сопровождались массовыми фальсификациями, насилием, покупкой голосов и крайне низкой явкой, при этом женщинам не разрешалось голосовать или быть избранными. В голосовании приняли участие 89,2 тыс. человек из 4,462 млн жителей (2,0 %). Согласно конституции выборы президента и вице-президента должны были осуществляться косвенно и раздельно, делегируя окончательные выборы каждого из них провинциальным коллегиям выборщиков, избранных на первичных выборах, избранным считались получившие наибольшее количество голосов в каждом избирательном округе.
Хулио А. Рока одержал победу в четырнадцати из пятнадцати существовавших на тот момент избирательных округов и лишь в провинции Корриентес он и Бартоломе Митре выступили одинаково, получив по 7 выборщиков. Помимо Корриентеса выборщики Митре были избраны в провинции Буэнос-Айрес (18 из 41) и в Столичном округе (13 из 35). В 1898 году Аргентинская Республика состояла из пятнадцати избирательных округов (14 провинций и город Буэнос-Айреса), в которых население имело право голоса, при этом большая часть страны была разделена на девять «национальных территорий», население которых не имело права голоса.
Из 300 членов коллегии выборщиков в голосовании приняли участие 256 человек, 218 из которых проголосовали за Хулио А. Рока.

## Итоги голосования
| Кандидат | Кандидат        | Партия      | Выборщики | %     |
| -------- | --------------- | ----------- | --------- | ----- |
|          | Хулио А. Рока   | Автономист  | 218       | 85,16 |
|          | Бартоломе Митре | Националист | 38        | 14,84 |
| Всего    | Всего           | Всего       | 221       | 100   |